# NGC 7105
NGC 7105 é uma galáxia lenticular (S0) localizada na direcção da constelação de Capricornus. Possui uma declinação de -10° 38' 06" e uma ascensão recta de 21 horas, 41 minutos e 41,3 segundos.
A galáxia NGC 7105 foi descoberta em 1886 por Frank Leavenworth.